# Vauxcéré
Vauxcéré é uma ex-comuna francesa na região administrativa de Altos da França, no departamento de Aisne. Estendeu-se por uma área de 5,8 km². Em 2010 a comuna tinha 112 habitantes (densidade: 19,3 hab./km²).
Em 1 de janeiro de 2016 foi fundida com as comunas de Glennes, Longueval-Barbonval, Merval, Perles, Révillon e Villers-en-Prayères para a criação da nova comuna de Les Septvallons.